# هوبير بلانز
هوبير بلانز (hubert blanz ) ولد في 1969 في (Hindelang) ألمانيا ويعيش ويعمل في فيينا, هو معماري ألماني , اشتهر برسوماته الخيالية.
- 1993-99 جامعة الفنون التطبيقية فيينا

## المنح / جوائز
- (2008) دار الفنون البصرية (Residency for visual Arts) في بودابست ، مدينة فيينا
- (2005) دار التصوير (Residency for photography) في نيويورك ، المستشارية الاتحادية النمسا (Federal Chancellery Austria)
- (2001) منحة الدولة للتصوير (State Scholarship for Photography) ، المستشارية الاتحادية النمسا
- (2000) الجائزة الأولى في المسابقة الفنية 18th Römerquelle
- (1999) حاز على جائزة مدينة فيينا Awarded the City of Vienna Prize((M.A.

## أهم المعارض والمشاريع
- 2009
  - آفاق جديدة ، وتصميم مصنع براتيسلافا EVOLUZZER داروين
  - (STEP_BY_STOP_GO) ، فيينا Künstlerhaus Wien
  - (Tendenzen : Raumkunst.Baukunst.Filmkunst.com ، Gondel Filmkunsttheater) ، وفيردر بريمن
  - مركز الفن الحديث ، ومتحف مدينة سانت Pölten
  - أضواء ، متحف دير الحديثة سالزبورغ
  - 2008 ZEITRAUMZEIT ، Künstlerhaus Wien ، فيينا
  - معهد ماساشوستس للتكنولوجيا WIEN الثاني / DIALOGOS الاشتراكات فيينا الثاني ،
  - مركز Extensión لوس انجليس FACTORIA ، سانتياغو دي شيلي
  - جيلنا القادم ، ArchFilm الحفلة النهارية Filmcasino ، فيينا

2007
- EDITIONEN ، الزخم—Photographie / Editionen ، فيينا
  - مركز الدراسات للتنمية أوربانو Contemporaneo—دو ، فالبارايسو ، شيلي
  - مكان للامم المتحدة ، ومهرجان للفنون الرقمية والثقافات ، ومستودع لماك للفن المعاصر Gefechtsturm Arenbergpark ، فيينا
  - بين الشمال والجنوب والغرب الأوسط ، «سوء Stanica» المتحف الوطني من مقدونيا ، وسكوبي
  - رحلة جديدة ، مهرجان للفن المعاصر الجوانب ، Kunstraum إنسبروك
  - 21 وظيفة ، المنتدى الثقافي النمساوي في نيويورك
  - ،räumliche Visionen ، Fotogalerie Wien فيينا

2006